# Sylvania (Géorgie)
Pour les articles homonymes, voir Sylvania.
Sylvania est une ville de Géorgie, aux États-Unis. Il s'agit du siège du comté de Screven.

## Démographie
| 1880 | 1890 | 1900 | 1910  | 1920  | 1930  |
| ---- | ---- | ---- | ----- | ----- | ----- |
| 314  | 338  | 545  | 1 400 | 1 413 | 1 781 |

| 1940  | 1950  | 1960  | 1970  | 1980  | 1990  |
| ----- | ----- | ----- | ----- | ----- | ----- |
| 2 531 | 2 939 | 3 469 | 3 199 | 3 352 | 2 871 |

| 2000  | 2010  | - | - | - | - |
| ----- | ----- | - | - | - | - |
| 2 675 | 2 956 | - | - | - | - |